# Афакиров, Пётр Тимофеевич
Афакиров Петр Тимофеевич (31 мая 1901 — 9 февраля 1997) — советский военный деятель, участник Гражданской войны в России и Великой Отечественной войны. Генерал-майор.

## Биография
Родился 31 мая 1901 года в Луганске.
Гражданская война
С 20 января 1919 года в Рабоче-крестьянской Красной армии красноармеец, помощник командира взвода самокатной роты батальона связи 42-й стрелковой дивизии. Участник Гражданской войны в России воевал на Южном фронте против войск генерала А. И. Деникина. С мая 1920 года старший делопроизводитель оперативного отдела Управления делами Комиссии по борьбе с дезертирством Донецкого губернского военного комиссариата. С марта 1921 года член Комиссии по борьбе с дезертирством, а затем начальник отряда Луганского уезда, начальник оперативно-контрольного отдела той же комиссии в Донецкой губернии. В августе 1921 года был прикомандирован к штабу 2-го Донецкого полка особого назначения. С окончанием Гражданской войны демобилизован в феврале 1922 года по болезни. 
Межвоенный период и Великая Отечественная война
С октября 1922 года в ВМФ СССР помощник командира батареи. С февраля 1923 года командир взвода учебной команды и исполняющий должность адъютанта. С марта 1923 года начальник строевой части Управления крепости Севастополь. С августа 1923 адъютант зенитного дивизиона крепости. С октября 1925 года адъютант группы зенитных батарей Крымского района Береговой обороны Чёрного моря. С марта 1926 казначей и исполняющий должность адъютанта крепостного зенитного дивизиона. С октября 1926 года делопроизводитель и исполняющий должность помощника начальника организационно-мобилизационной части штаба Береговой обороны Черного моря. С октября 1927 года адъютант 2-го дивизиона 6-й крепостной артиллерийской бригады.  
В 1928 году окончил двухмесячные курсы мобработников в Севастополе. С октября 1929 года помощник начальника организационно-мобилизационной части штаба Морских сил Чёрного моря. С июля 1931 помощник начальника 2-й части штаба Береговой обороны одновременно исполняющий должность помощника начальника отдела штаба Морских сил Чёрного моря. С января 1932 г. помощник начальника 2-го сектора отдела боевой подготовки Морских сил Чёрного моря. С декабря 1933 года помощник начальника 1-го отделения 4-го отдела (организационно-мобилизационный и комплектование) штаба Морских сил Чёрного моря. В 1934 г. учился на курсах при Военно-морской академии им. К.Е. Ворошилова. С декабря 1935 года помощник начальника 3-го отделения морского отдела Генерального штаба РККА. С июня 1937 г. помощник начальника 7-го отделения 4-го отдела Генерального штаба РККА. С апреля 1938 года находился в распоряжении Народного комиссариата военно-морского флота. Член ВКП(б) с 1938 года. С августа 1938 г. начальник 2-го отделения 1-го отдела (учетно-планового) Командного Управления НК ВМФ. Сдал экзамен по программе приказа НК ВМФ № 260-1939. С апреля 1939 г. начальник 7-го (учетного) отдела, с сентября 1939 г. 1-го отдела (учетно-планового) Управления по командно-начальствующему составу. С августа 1940 года начальник 3-го отдела (комплектования начальствующего состава Тихоокеанского, Балтийского и Северного флотов) и одновременно помощник начальника Управления кадров по начальствующему составу. 
Послевоенная служба
С апреля 1946 года заместитель начальника, с апреля 1947 г. помощник начальника, с октября 1948 года помощник начальника Управления — начальник 1-го отдела (комплектования и прохождения службы офицерским составом флотов, флотилий и ОВСК) Управления кадров ВМФ. С марта 1950 года заместитель начальника Управления кадров ВМФ. 
С 17 декабря 1955 года в запасе по болезни. Умер 9 февраля 1997 года в Севастополе. 

## Воинские звания
- Бригинтендант — 29.10.1941;[3]
- Полковник интендантской службы;[2]
- Генерал-майор береговой службы — 27.1.1951;[1]
- Генерал-майор — 05.05.1952.[1]

## Награды
- Орден Ленина (1945);
- Орден Красного Знамени дважды (1944, 1949);
- Орден Отечественной войны I степени трижды (1944, 1945, 1985);
- Орден Красной Звезды (1942);
- Медаль «20 лет РККА» (1938);
- Медаль «За оборону Москвы»;
- Медаль «За победу над Германией в Великой Отечественной войне 1941–1945 гг.» (1945);
- Медаль «За победу над Японией» (1946);
- Медаль «Китайско-Советская дружба»;
- Именным оружием (1954).[1][2]